# Валхерен
Ва́лхерен (Walcheren) — один з найбільших островів у провінції Зеландія в Нідерландах. Розташований між двома рукавами річки Шельда — Східною Шельдою на півночі та Західною Шельдою на півдні.
На сході острів з'єднаний з островом Південний Бевеланд, на північному сході — з островом Північний Бевеланд. За роки будівництва дамб межі між трьома островами зникли і на сьогодні є цілком умовними.
На острові розташовано 3 міста — Мідделбург, Вліссінген та Вере, відповідно вони є центрами однойменних муніципалітетів. Між ними через весь острів збудовано судноплавний канал. Вліссінген є значним морським портом, звідси починається маршрут автомобільного порому на південь до материка до селища Брескенс.
До міста Мідделбург та порту у Вліссінгені збудовано автомагістраль на залізниця від міста Бреда на материку. На північному заході острова в селищі Дамбург збудовано нафтопереробний пункт, куди сходяться нафтопроводи з Північного моря.